# Jacqueline Pusey
Jacqueline Pusey (auch Jackie Pusey; * 14. August 1959 im Saint Mary Parish) ist eine ehemalige jamaikanische Sprinterin.
Bei den Zentralamerika- und Karibikmeisterschaften gewann sie 1975 und 1977 Silber über 200 Meter und 1981 Gold über 200 und 400 Meter. Beim Weltcup 1981 in Rom wurde sie über 400 Meter Dritte.
Bei den Olympischen Spielen erreichte sie 1976 in Montreal und 1980 in Moskau jeweils das Halbfinale über 200 Meter. In der 4-mal-100-Meter-Staffel kam sie mit der jamaikanischen Mannschaft 1976 und 1980 auf den sechsten Platz und holte die Bronzemedaille bei den Weltmeisterschaften 1983 in Helsinki.
1981 wurde Pusey zu Jamaikas Sportlerin des Jahres gewählt.

## Persönliche Bestzeiten
- 100 m: 11,29 s, 14. August 1981, Ciudad Bolívar
- 200 m: 22,82 s, 8. August 1980, London
- 400 m: 51,38 s, 15. August 1981, Ciudad Bolívar